# A propósito de Sudán
Pour plus de détails, voir Fiche technique et Distribution.
A propósito de Sudán est un film réalisé en 2009.

## Synopsis
À travers cinq pièces de cinq minutes chacune, A propósito de Sudán nous plonge dans certaines des activités les plus ancrées dans la vie quotidienne des Soudanais. Une proposition basée principalement sur l’image et le son pour nous faire et centrée sur des thèmes comme la cérémonie du café, les activités autour d’un puits d’eau de 70 mètres de profondeur, le Nil, le soufisme et un moyen de transport public bien particulier de la capitale soudanaise : la rackshaw. Esquisses et curiosités d’un pays aux nombreuses surprises.

## Fiche technique
- Réalisation : Lidia Peralta, Salah Elmur
- Production : Producciones Damira
- Scénario : Lidia Peralta, Salah Elmur
- Image : Lidia Peralta, Salah Elmur
- Montage : Wafir Sheikh-Eldin, Mosab Amore, Nasser Mohamed, Lidia Peralta
- Son : Lidia Peralta, Salah Elmur
- Musique : Wafir Sheikh-Eldin, Al-haqiba Music